# Fashion of His Love
«Fashion of His Love» —en español «A la moda de su amor»— es una canción interpretada por la cantante estadounidense Lady Gaga. Fue escrita y producida por ella y Fernando Garibay e incluida en la versión extendida de su segundo álbum de estudio, Born This Way, de 2011. Compuesta como una canción pop, posee un sonido dance ochentero; su letra es un tributo al difunto diseñador Alexander McQueen y habla sobre encontrar un amor nunca antes conocido.
«Fashion of His Love» recibió comentarios mayormente positivos por parte de los críticos de música contemporánea, quienes destacaron más que nada su sonido ochentero. A pesar de no haber sido lanzada como sencillo, la canción logró entrar en los conteos de sencillos del Reino Unido y Corea del Sur. Por otro lado, la canción se ha incluido en el repertorio de The Born This Way Ball, la tercera gira musical de la cantante.

## Antecedentes y composición

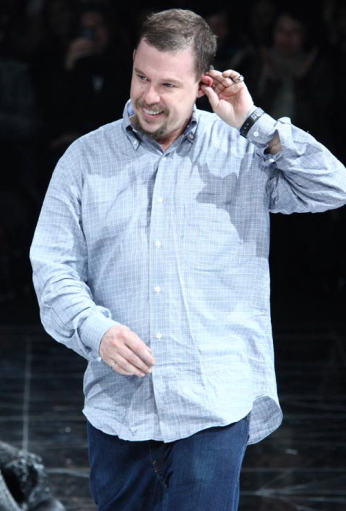
Alexander McQueen (17 de marzo de 1969 – 11 de febrero de 2010), diseñador de moda británico, en su colección de otoño de 2009.

«Fashion of His Love» fue escrita y producida por Lady Gaga y Fernando Garibay y grabada en los estudios Sing Sing por Dave Rusell, quien también se encargó de la remezcla en The Mix Room Burbank. La canción, una de las primeras que Gaga compuso para el álbum, se estrenó el 19 de mayo de 2011 a través del videojuego en línea FarmVille como una manera de promocionar el álbum. Antes de su lanzamiento, Gaga reveló que funciona como un tributo a Alexander McQueen y que se compuso después de su muerte.
Musicalmente, es una canción pop influenciada por la música dance de los años 1980. Gaga abre la pista explicando su vida amorosa actual, cantando «I never was the kind of girl that’s naturally sure when it comes to love/Oh, no, I was insecure» —en español «Nunca fui la clase de chica que es segura por naturaleza cuando llega el amor/Oh, no, yo era insegura»—. El estribillo de la canción presenta una tonada pegajosa y melodiosa así como un gancho ochentero que generó fuertes comparaciones con «I Wanna Dance with Somebody» de Whitney Houston. La letra de «Fashion of His Love» habla sobre conquistar nuestras inseguridades amorosas y comenzar una relación seria, evocando sentimientos de felicidad. Además, la lírica también hace unas leves referencias a McQueen en versos como «I’m physically crafted to be as fitting as McQueen» —traducido como «Estoy físicamente diseñada para ser tan conveniente como McQueen»—. Uno de los puentes de la canción fue tomado de «Earthquake», compuesta por Gaga y Nick Dresti en 2009.

## Recepción

### Comentarios de la crítica
«Fashion of His Love» recibió comentarios mayormente positivos por parte de los críticos de música contemporánea. Scott Shettler de PopCrush le concedió tres estrellas de cinco y añadió que «la canción es divertida, pero ligera». Cristin Maher, también de PopCrush, la llamó «divertida» y «una versión renovada de "I Wanna Dance With Somebody"», aunque dijo que «algunas personas pueden alejarse de ésta, teniendo en cuenta el ritmo ochentero». Becky Bain de Idolator la describió como «una tonada dance melodiosa que suena directamente desde los años 1980» y dijo que «le da mucho más sentido al por qué Gaga agradeció a Whitney en los Grammys». Más tarde, declaró que trata sobre un «dios de la moda», aludiendo a McQueen. El bloguero Perez Hilton dijo que es uno de sus temas favoritos del álbum; «¡Es una inyección de adrenalina al corazón! ¡Es porno de oreja! Es amor y felicidad y esperanza, todo embotellado en un exquisito paquete». Por otro lado, Carlos Marcia de Terra comparó «Fashion of His Love» con «Open Your Heart» de Madonna. Marcia continuó diciendo:

«Dejando esto de lado, la pista suena como una canción pop clásica de los años 80. Me recuerda a "I Wanna Dance with Somebody" de Houston. No es una gran canción, pero sigue siendo mejor que cualquier cosa que otros artistas incluyen como pistas adicionales en sus álbumes».
Carlos Marcia

Carlos Fresneda de El Mundo la describió como «un canto de amor póstumo y el penúltimo guiño descarado a los ochenta, misteriosamente unido al tema que le sigue». Por su parte, Katherine St Asapah de PopDust la calificó con una estrella y medio de cinco, argumentando que «es exactamente como "I Wanna Dance with Somebody": la progresión de acordes, el ritmo, la melodía, incluso el acento de la canción» y que el orgullo de ésta «suena como la primera idea que apareció en una tormenta de ideas». Max Osman de Examiner la llamó «un hermoso tributo para Alexander McQueen» mientras que Patrick Broadnax de la misma compañía dijo que la pista suena como una canción pop de Cyndi Lauper; «No es estupenda, pero vale la pena como una canción dance». Senior Crystal de la revista en línea Autostraddle la llamó «dulce y muy bien hecha en su mayoría».

## Interpretaciones en directo

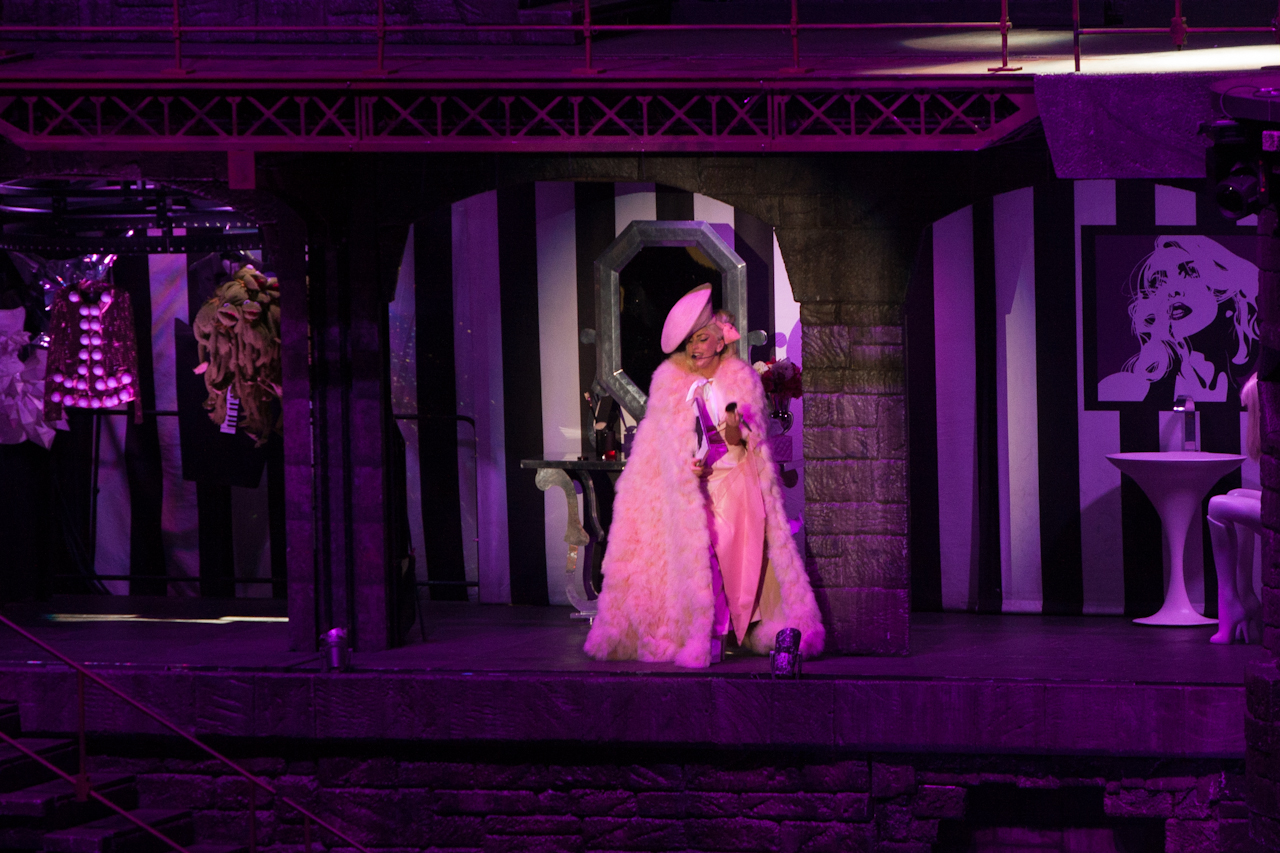
Lady Gaga interpretando "Fashion of His Love" en el Mediolanum Forum (2 de octubre de 2012).

«Fashion of His Love» fue incluida en el repertorio de la tercera gira musical de la artista, The Born This Way Ball, siendo la primera canción en ser interpretada durante el segundo acto. Con el inicio del tema, la artista cambia la sensación pesada y la oscura ambientación del acto anterior. Según El Espectador el escenario se convierte en «una casa de la Barbie» llena de lujos y ropas que se observan a través de los ventanales del castillo; Gaga baila y canta en las pasarelas y escaleras de la estructura para luego tomar un retrato de su alter ego, Jo Calderone. La versión en vivo de la pista tiene una introducción extendida y es cantada sin la segunda estrofa, los puentes ni el coro luego del interludio. La canción termina de manera abrupta, y «Just Dance» comienza a sonar inmediatamente.[cita requerida] Durante el transcurso de la gira, Gaga lució una amplia variedad de vestuarios, entre los cuales destacan el Origame Crane Dress de Christian Dada y el Heart Attack Look por Moschino. El primero de éstos hizo su debut el 12 de mayo Saitama, Japón. Sobre el vestido, Dada dijo que lo hizo pensando en «la realidad de Japón y la esperanza de un futuro». Por otro lado, Moschino creó seis vestuarios especialmente para esta gira, siendo «la mirada de un ataque al corazón» el primero usado por la cantante. El look completamente morado consiste en una capa con volantes de tafetán y un bikini de lentejuelas, además de contener los símbolos usados por la casa de modas para representar la paz y el amor. El atuendo se completa con una tiara gigante en forma de corazón.

## Posicionamiento en listas

### Semanales
| Corea del Sur | South Korean Gaon Chart | 116 |
| Reino Unido   | UK Singles Chart        | 140 |

## Créditos y personal
- Voz principal — Lady Gaga
- Grabado, Mezclado por — Dave Russell, Anna Webster, Paul Pavao
- Masterizado por — Gene Grimaldi
- Sintetizadores, Programación por — Fernando Garibay
- Escritura, Producción por — Fernando Garibay, Lady Gaga
- Respaldo Vocal — Lady Gaga

Fuentes: Allmusic y Discogs